# Federico de Habsburgo, el Hermoso
Federico de Habsburgo, llamado el Hermoso (en alemán: Friedrich der Schöne; c. 1289 Castillo de Gutenstein-13 de enero de 1330), de la Casa de Habsburgo, fue duque de Austria y Estiria desde 1308 como Federico I, así como Rey de Romanos de 1314 (hasta 1325) como Federico III hasta su muerte.
Hijo de Alberto I de Habsburgo e Isabel de Tirol, fue duque de Austria junto con su hermano Leopoldo I, tras el asesinato de su padre Alberto I. Al fallecer el emperador Enrique VII en 1313, se produjo una doble elección del Rey de Romanos en 1314, siendo elegido monarca germánico frente a Luis de Baviera. 
Después de un prolongado enfrentamiento por el trono, en 1322 fue derrotado por Luis IV en la Batalla de Mühldorf y puesto en libertad a cambio de reconocer a Luis IV como el legítimo Rey de Romanos y convencer a su hermano Leopoldo de que se sometiera. Dado que esto le fue imposible, volvió a entregarse como rehén, y este gesto hizo que Luis IV, que aún no era Emperador, le reconociera corregente por el tratado de Ulm (7 de enero de 1326) y que Luis fuera coronado emperador en Italia. Sin embargo, a finales de febrero falleció su hermano Leopoldo y Federico se retiró a gobernar sus posesiones austríacas.

## Matrimonio e hijos
El 11 de mayo de 1315 Federico se casó en Ravensburg con Isabel de Aragón, hija del rey Jaime II de Aragón con Blanca de Anjou, una mujer ambiciosa, con una inmensa dote. Tuvieron dos hijos, que murieron luego, y su hija Ana se casó con el duque de Wittelsbach Enrique XV de Baviera.
Federico fue sucedido en Austria y Estiria por sus hermanos más jóvenes Alberto II de Austria y Otón de Austria. Les costó a los Habsburgo más de un siglo recuperar la corona real, cuando el bisnieto de Alberto II, el emperador Alberto II de Habsburgo, ascendió al trono alemán en 1438.

## Sucesión
| Predecesor: Alberto I   | Duque de Austria 1308-1330 con Leopoldo I (1308-1326)       | Sucesor: Alberto II y Otón |
| Predecesor: Enrique VII | Rey de romanos 1314-1325 Rey rival 1326 - 1330 Rey legitimo | Sucesor: Carlos IV         |

- Datos: Q124950
- Multimedia: Frederick I of Austria (Habsburg) / Q124950